# James Roderick O’Flanagan
James Roderick O’Flanagan (* 1. September 1814 in Fermoy (County Cork); † 1900 in Fermoy) war ein irischer Schriftsteller.

## Leben und Werk
James Roderick O’Flanagan war der Sohn von John Fitch O’Flanagan und Eliza Glissan und erhielt seine Ausbildung am Fermoy College sowie Trinity College Dublin. 1838 wurde er in Irland als Advokat zugelassen und 1846 Staatsanwalt für Cork. Um 1870 zog er nach London, kehrte aber zwei Jahre später nach Irland zurück und errichtete eine Villa auf seinen nahe Fermoy gelegenen Familiengütern. Er starb 1900 im Alter von 86 Jahren.
Eine 1836 unternommene Reise auf dem Kontinent gab O’Flanagan Stoff zu seiner ersten literarischen Arbeit: Impressions at home and abroad (2 Bde., London 1837). 1844 schrieb er Historical and picturesque guide to the Blackwater in Munster. Ferner lieferte er Beiträge zur Serie Irish rivers, die 1845–1852 im Dublin University Magazine erschien, redigierte im gleichen Zeitraum das Irish National Magazine und war der Hauptmitarbeiter am Dublin Saturday Magazine. In den Sitzungsberichten der Royal Irish Academy, zu deren Mitglied er 1853 gewählt wurde, publizierte er The life and writings of the Irish historian John D’Alton, dem sich die History of Dundalk (mit D’Alton, Dublin 1861) und die Romane Gentle blood; or, the secret marriage (1861) und Bryan O’Regan (1866) anschlossen. Seine Hauptwerke sind Bar life of O’Connell (1866) und The lives of the Lord Chancellors and Keepers of the Great Seal of Ireland (2 Bde., London 1870). Später folgten noch The Irish bar, anecdotes and mots of bench and bar (1878), Erinnerungen an seine eigene advokatorische Tätigkeit unter dem Titel The Munster circuit (London 1880) sowie Annals, anecdotes, traits and traditions of the Irish Parliaments 1172-1800 (Dublin 1893).